# Tonny Trocha
Tonny José Trocha Morelos (Cartagena de Indias, 21 giugno 1994) è un cestista colombiano.

## Carriera
Con la Colombia ha disputato i Campionati americani del 2017.

## Palmarès
- Coppa di Bulgaria: 1

Chernomorets: 2024